# La sala delle agitate nell'ospizio di San Bonifacio
La sala delle agitate nell'ospizio di San Bonifacio, noto anche come La sala delle agitate al San Bonifazio in Firenze o semplicemente come La sala delle agitate è un dipinto del pittore macchiaiolo Telemaco Signorini, eseguito nel 1865 e conservato nella Galleria d'arte moderna di Ca' Pesaro, a Venezia.

## Storia e descrizione
Il soggetto raffigura un reparto psichiatrico femminile dell'antico ospedale di San Bonifacio di Firenze, popolato da un numero di donne agitate, ovvero di malate di mente in preda a forti manifestazioni di eccitamento: più che esseri viventi le recluse sembrano essere ombre provenienti da un'oscura bolgia infernale. Un'alienata è colta mentre sta impetuosamente minacciando con il pugno alzato un interlocutore invisibile, che solo lei vede; un'altra, sul lato opposto del locale, passeggia confusamente per la stanza, come se rincorresse un pensiero fisso ed estraniante al tempo stesso. Altre donne sonnecchiano o gridano, altre ancora hanno uno sguardo assente e perso nel vuoto, e una arriva persino a raggomitolarsi sotto un tavolo cercandovi rifugio.
Lo spazio prospettico trova il suo punto di fuga all'esterno del quadro, precisamente a destra, e sollecita l'osservatore a guardare il dipinto in quella specifica direzione. Sempre da destra, inoltre, proviene la luce che inonda omogeneamente l'opera, come emerge dalle lunghe ombre che si profilano sul pavimento. Vi è inoltre un ampio ricorso a gamme scure e terrose, che si addensano nella parte inferiore della tela e generano un forte contrasto con le tonalità luminose, quasi abbaglianti, di quella superiore: con questo espediente cromatico Signorini intende sottolineare la drammaticità del disagio psichico delle agitate, costrette a sopravvivere in questo stanzone cubico calcinato con un cancello al posto della porta. Il dipinto, in effetti, quando fu esposto suscitò un certo scalpore a causa della sua crudezza, come ci testimonia Giuseppe Giacosa:
(Giuseppe Giacosa)
L'opera richiama il metodo scientifico sostenuto dal Naturalismo: il pittore dipinge il nudo e bianco stanzone senza sentimentalismi, senza nessuna partecipazione drammatica ed emotiva. Al tempo stesso, la scelta del soggetto ha un forte significato di denuncia sociale: per dirla con le parole di Giorgio Cricco e Francesco Di Teodoro «l’occhio di Signorini è più oggettivo che pietoso e proprio per questo l’esito appare ancora più inquietante,
in quanto follia, disagio e miseria ci sono più vicini di quanto immaginiamo e, sicuramente, di quanto vorremmo».